# Municipio de Liberty (condado de Montour)
El municipio de Liberty  (en inglés: Liberty Township) es un municipio ubicado en el condado de Montour en el estado estadounidense de Pensilvania. En el año 2000 tenía una población de 1.476 habitantes y una densidad poblacional de 20.8 personas por km².

## Geografía
El municipio de Liberty se encuentra ubicado en las coordenadas 41°01′00″N 76°42′59″O / 41.01667, -76.71639.

## Demografía
Según la Oficina del Censo en 2000 los ingresos medios por hogar en la localidad eran de $43,500 y los ingresos medios por familia eran $49,250. Los hombres tenían unos ingresos medios de $31,711 frente a los $23,920 para las mujeres. La renta per cápita para la localidad era de $19,986. Alrededor del 3,6% de la población estaban por debajo del umbral de pobreza.